# Туранбаев, Сатылган
Сатылга́н Туранба́ев (каз. Сатылған Тұранбаев, 1912 год, Аулиеатинский уезд, Российская империя — дата и место смерти неизвестны) — колхозник, Герой Социалистического Труда (1948).

## Биография
Родился в 1914 году в Аулиеатинском уезде (ныне — Жамбылская область, Казахстан).
После окончания начальной школы вступил в колхоз «Бирлик-Истем» Джамбулской области.
Участвовал в Великой Отечественной войне.
После демобилизации возвратился в родной колхоз. С 1946 года работал колхозным техником. В этом же году был назначен звеньевым свекловодческого звена.
В 1947 году свекловодческое звено под руководством Сатылгана Таранбаева собрало с участка площадью 7 гектаров по 809 центнера сахарной свеклы. За этот доблестный труд был удостоен в 1948 году звания Героя Социалистического Труда.

## Награды
- Герой Социалистического Труда (1948)
- Орден Ленина (1948)